# Бейтсвілл (Індіана)
Бейтсвілл (англ. Batesville) — місто (англ. city) в США, в округах Ріплі і Франклін штату Індіана. Населення — 7202 особи (2020).

## Географія
Бейтсвілл розташований за координатами 39°17′52″ пн. ш. 85°12′48″ зх. д. / 39.29778° пн. ш. 85.21333° зх. д. (39.297704, -85.213458).  За даними Бюро перепису населення США в 2010 році місто мало площу 15,94 км², з яких 15,77 км² — суходіл та 0,17 км² — водойми.

## Демографія
Згідно з переписом 2010 року, у місті мешкало 6520 осіб у 2492 домогосподарствах у складі 1678 родин. Густота населення становила 409 осіб/км².  Було 2712 помешкання (170/км²).
Расовий склад населення:
| - 95,1 % — білих - 1,7 % — азіатів - 0,3 % — чорних або афроамериканців - 0,2 % — корінних американців - 0,1 % — вихідців з тихоокеанських островів - 1,6 % — осіб інших рас |

До двох чи більше рас належало 1,0 %. Частка іспаномовних становила 3,3 % від усіх жителів.
За віковим діапазоном населення розподілялося таким чином: 28,6 % — особи молодші 18 років, 55,5 % — особи у віці 18—64 років, 15,9 % — особи у віці 65 років та старші. Медіана віку мешканця становила 38,2 року. На 100 осіб жіночої статі у місті припадало 91,3 чоловіків;  на 100 жінок у віці від 18 років та старших — 85,9 чоловіків також старших 18 років.
Середній дохід на одне домашнє господарство  становив 76 949 доларів США (медіана — 54 464), а середній дохід на одну сім'ю — 94 245 доларів (медіана — 78 269). Медіана доходів становила 52 116 доларів для чоловіків та 40 606 доларів для жінок. За межею бідності перебувало 6,1 % осіб, у тому числі 7,4 % дітей у віці до 18 років та 2,8 % осіб у віці 65 років та старших.
Цивільне працевлаштоване населення становило 2965 осіб. Основні галузі зайнятості: виробництво — 22,0 %, освіта, охорона здоров'я та соціальна допомога — 18,0 %, роздрібна торгівля — 12,9 %, мистецтво, розваги та відпочинок — 11,1 %.